# Kurze Kronenschnecke
Die Kurze Kronenschnecke oder Bauchige Schwarzdeckelschnecke (Holandriana holandrii) ist eine in Südosteuropa beheimatete, bis zu 1,5 cm lange Süßwasserschnecke, die in schnell fließenden Flüssen und Bächen lebt und sich von mikroskopischen Algen ernährt.

## Merkmale
Das rechtsgewundene, eiförmige, recht kräftige, ungenabelte Gehäuse wird beim erwachsenen Tier etwa 1,5 cm lang und etwa 1,0 cm breit. Es weist dann etwa viereinhalb bis fünf konvexe Umgänge und einen spitzen, oft aber abgenutzten Apex auf. Die eiförmige Gehäusemündung ist höher als breit. Die Spindel hat einen glatten, glänzenden Rand mit einem flachen Wulst. Das Operculum ist dünn und hornig. Die Grundfarbe des Gehäuses ist gelblich bis gelblich-grün, wobei auf den letzten Umgängen oft 2 bis 4 schwarzbraune Binden zu sehen sind. Die Schnecke selbst ist meist in Linien schwarz und hellbraun gemustert. Wie bei anderen Arten der Familie ist der Fuß elliptisch und die borstenartigen Fühler lang kegelförmig mit kurzen walzigen Stielen an der Basis, auf denen die Augen sitzen, und davor der kurze Rüssel mit Mund.

## Vorkommen, Lebensweise und Verbreitung
Die Kurze Kronenschnecke lebt in Flüssen und Bächen dicht unter der Wasseroberfläche auf festen Substraten wie Stein und Holz bei mittelstarker bis starker Wasserströmung, wo sie sich vom Algenbewuchs ernährt. Sie kommt im westlichen Ungarn, Slowenien, Bosnien und Herzegowina, Montenegro, Serbien, Mazedonien, Albanien, Griechenland, Bulgarien und südlichen Randgebieten Österreichs (Steiermark) vor. Die Bestände in Südkärnten sind durch Zerstörung des Habitats verschwunden.